# 槙乃萌美
槙乃 萌美（まきの もえみ、1988年2月17日 - ）は、日本の元女優、元声優。島根県浜田市出身。劇団昴に所属していた。

## 略歴
2009年、JOKO演劇学校を卒業し劇団昴に所属（当初は準劇団員）。初舞台は、2010年に公演された『イノセント・ピープル』。2011年に放送された『グッド・ワイフ』の吹き替え以降は声優としても活動。
2021年、劇団昴を退団。同時に引退し、出身地である島根県浜田市のケーブルテレビに就職した。ただし、その後も「Moemi」名義でSNS等は継続して行っているほか、マスメディアへ出演することはある。

## 出演作品

### 吹き替え

#### 映画
- アース・トゥ・エコー（エマ）
- EVA〈エヴァ〉（エヴァ〈クラウディア・ベガ〉）
- ギヴァー 記憶を注ぐ者（フィオナ〈オデイア・ラッシュ〉）
- ゴースト・バディーズ/小さな5匹の大冒険（アリス）
- サニー 永遠の仲間たち（クムオク）
- 史上最悪の学園生活（ジーニー・ガレタ〈イザベラ・モナー〉）
- 白い沈黙（キャス・レイン〈アレクシア・ファスト〉）
- 戦火の馬（エミリー）
- 007 カジノロワイヤル ※VOD版
- ファイナル・アワーズ（ローズ〈アンガーリー・ライス〉）
- ホビット 竜に奪われた王国（ティルダ〈メアリー・ネスビット〉）
- ホビット 決戦のゆくえ（ティルダ〈メアリー・ネスビット〉）
- マイ・インターン（ベッキー）
- マッドマックス/サンダードーム

#### ドラマ
- LAW&ORDER:クリミナル・インテント
- グッド・ワイフ（ケイト）
- ゴーティマー・ギボン -ふしぎな日常-（メル）
- 跳べ!ロックガールズ〜メダルへの誓い（ベッカ）
- ブラックライトニング（ジェニファー・ピアース / ライトニング〈チャイナ・アン・マクレーン〉）
- リンガー 〜2つの顔〜（ブリジット、シボーン幼少期）

#### アニメ
- ピクシー・ホロウ・ゲームズ 妖精たちの祭典

### テレビアニメ
- キングダム（東美）

### テレビドラマ
- 赤い糸の女

### ラジオドラマ
- GIRLS

### CM
- フコク生命　「未来のとびら・人生の転機編」
- セイコーエプソン　ビジネスインクジェット「経費庁 プリントコスト1/2」篇
- ソニー損害保険　「事故時も安心と安さ実感」篇　オペレータ役

### 舞台
- イノセント・ピープル
- 暗いところで待ち合わせ
- ゴルゴダ・メール
- 石棺 チェルノブイリの黙示録
- だらぶち
- 糞尿譚